# Liste der Dekanate der Diözese Linz
Die Diözese Linz war bis 31. Dezember 2022 in 40 Dekanate und 487 Pfarren unterteilt. Im Rahmen der ab 2021 umgesetzten Strukturreform werden die bisher existierenden Dekanate als Verwaltungseinheiten abgelöst und durch neue (Groß-)Pfarren unter Leitung eines hauptverantwortlichen Pfarrers ersetzt; die bisher eigenständig gewesenen Ortspfarren gehören ihrer (Groß-)Pfarre als „Pfarrteilgemeinden“ an. Als erste dieser neuen Seelsorgeeinheiten wurden mit 1. Jänner 2023 die (Groß-)Pfarren Braunau, Eferdinger Land, Ennstal, Schärding sowie Urfahr errichtet und ersetzten die bisherigen Dekanate Braunau, Eferding, Linz-Nord, Schärding sowie Weyer.

## Liste der Dekanate bis 31. Dezember 2022
Die Diözese Linz umfasste bis 31. Dezember 2022 folgende 487 Pfarren in 40 Dekanaten:
- Dekanat Altenfelden
  - Altenfelden, Kirchberg an der Donau, Kleinzell, Neufelden, Obermühl
- Dekanat Altheim
  - Altheim, Antiesenhofen, Geinberg, Gurten, Kirchdorf am Inn, Lambrechten, Mörschwang, Mühlheim am Inn, Münsteuer, Obernberg am Inn, Ort im Innkreis, Polling, Reichersberg, Senftenbach, St. Georgen bei Obernberg, Weilbach
- Dekanat Andorf
  - Altschwendt, Andorf, Diersbach, Eggerding, Enzenkirchen, Kopfing, Raab, Rainbach am Innkreis, Sigharting, St. Willibald, Taufkirchen an der Pram, Zell an der Pram
- Dekanat Aspach
  - Aspach, Höhnhart, Mettmach, Moosbach, Roßbach, St. Johann am Walde, Treubach, Weng im Innkreis
- Dekanat Bad Ischl
  - Bad Goisern, Bad Ischl, Ebensee, Gosau, Hallstatt, Lauffen, Obertraun, Pfandl, Roith, St. Wolfgang
- Dekanat Braunau (mit 1. Jänner 2023  durch die Pfarre Braunau ersetzt)
  - Braunau-Maria Königin, Braunau-Ranshofen, Braunau-St. Franziskus, Braunau-St. Stephan, Burgkirchen, Gilgenberg, Handenberg, Mauerkirchen, Mining, Neukirchen an der Enknach, Schwand im Innkreis, St. Georgen am Fillmannsbach, St. Peter am Hart, Überackern
- Dekanat Eferding (mit 1. Jänner 2023  durch die Pfarre Eferdinger Land ersetzt)
  - Alkoven, Aschach an der Donau, Eferding, Haibach an der Donau, Hartkirchen, Maria Scharten, Prambachkirchen, Schönering, St. Marienkirchen an der Polsenz, Stroheim
- Dekanat Enns-Lorch
  - Asten, Enns-St. Laurenz, Enns-St. Marien, Hargelsberg, Hofkirchen im Traunkreis, Kronstorf, Niederneukirchen, St. Florian bei Linz, St. Marien, Weichstetten
- Dekanat Frankenmarkt
  - Fornach, Frankenburg, Frankenmarkt, Mondsee, Neukirchen an der Vöckla, Oberhofen, Oberwang, Pändorf, St. Georgen im Attergau, Vöcklamarkt, Weißenkirchen am Attergau, Zell am Moos, Zipf
- Dekanat Freistadt
  - Freistadt, Grünbach, Gutau, Hirschbach, Kefermarkt, Lasberg, Leopoldschlag, Neumarkt im Mühlkreis, Rainbach im Mühlkreis, Reichenthal, Sand, Schenkenfelden, St. Oswald bei Freistadt, Waldburg, Windhaag bei Freistadt
- Dekanat Gallneukirchen
  - Alberndorf, Altenberg bei Linz, Gallneukirchen, Goldwörth, Hagenberg, Hellmonsödt, Katsdorf, Kirchschlag, Pregarten, Reichenau, Steyregg, Treffling, Wartberg ob der Aist
- Dekanat Gaspoltshofen
  - Aichkirchen, Aistersheim, Altenhof am Hausruck, Bachmanning, Gaspoltshofen, Geboltskirchen, Haag am Hausruck, Lambach, Meggenhofen, Neukirchen bei Lambach, Offenhausen, Pennewang, Stadl-Paura, Steinerkirchen am Innbach, Weibern
- Dekanat Gmunden
  - Altmünster, Bad Wimsbach-Neydharting, Gmunden, Gschwandt bei Gmunden, Laakirchen, Lindach, Neukirchen bei Altmünster, Ohlsdorf, Pinsdorf, Roitham, Steyrermühl, Traunkirchen
- Dekanat Grein
  - Bad Kreuzen, Dimbach, Grein, Klam, Pabneukirchen, Saxen, St. Georgen am Walde, St. Nikola an der Donau, St. Thomas am Blasenstein, Waldhausen
- Dekanat Kallham
  - Dorf an der Pram, Gallspach, Grieskirchen, Hofkirchen an der Trattnach, Kallham, Neumarkt am Hausruck, Pollham, Pram, Riedau, Rottenbach, St. Georgen bei Grieskirchen, Taufkirchen an der Trattnach, Wendling
- Dekanat Kremsmünster
  - Adlwang, Allhaming, Bad Hall, Eggendorf im Traunkreis, Kematen an der Krems, Kremsmünster, Neuhofen an der Krems, Pfarrkirchen bei Bad Hall, Ried im Traunkreis, Rohr, Sattledt, Sipbachzell, Wartberg an der Krems
- Dekanat Linz-Mitte
  - Linz-Dompfarre, Linz-Don Bosco, Linz-Heilige Familie, Linz-St. Konrad, Linz-St. Margarethen, Linz-St. Martin am Römerberg, Linz-St. Severin, Linz-Stadtpfarre
- Dekanat Linz-Nord (mit 1. Jänner 2023  durch die Pfarre Urfahr ersetzt)
  - Linz-Christkönig, Linz-Heiliger Geist, Linz-Pöstlingberg, Linz-St. Leopold, Linz-St. Magdalena, Linz-St. Markus, Linz-Stadtpfarre Urfahr
- Dekanat Linz-Süd
  - Linz-Marcel Callo (Auwiesen), Linz-Ebelsberg, Linz-Guter Hirte, Linz-Herz Jesu, Linz-Hlgst. Dreifaltigkeit, Linz-St. Antonius, Linz-St. Franziskus, Linz-St. Michael, Linz-St. Paul zu Pichling, Linz-St. Peter, Linz-St. Quirinus, Linz-St. Theresia
- Dekanat Mattighofen
  - Auerbach, Feldkirchen bei Mattighofen, Friedburg, Jeging, Kirchberg bei Mattighofen, Lengau, Lochen, Maria Schmolln, Mattighofen, Munderfing, Palting, Perwang, Pfaffstätt, Pischelsdorf, Schalchen, Schneegattern, Uttendorf-Helpfau
- Dekanat Ostermiething
  - Eggelsberg, Franking, Geretsberg, Haigermoos, Hochburg, Maria Ach, Moosdorf, Ostermiething, Riedersbach, St. Pantaleon, St. Radegund, Tarsdorf
- Dekanat Ottensheim
  - Eidenberg, Feldkirchen an der Donau, Goldwörth, Gramastetten, Ottensheim, Puchenau, St. Gotthard im Mühlkreis, Walding, Wilhering
- Dekanat Perg
  - Allerheiligen, Arbing, Baumgartenberg, Mauthausen, Mitterkirchen, Münzbach, Naarn, Perg, Pergkirchen, Rechberg, Ried in der Riedmark, St. Georgen an der Gusen, Schwertberg, Windhaag bei Perg
- Dekanat Pettenbach
  - Eberstalzell, Fischlham, Grünau, Kirchham bei Gmunden, Madgalenaberg, Pettenbach, Scharnstein, St. Konrad, Steinerkirchen an der Traun, Viechtwang, Vorchdorf
- Dekanat Peuerbach
  - Engelhartszell, Heiligenberg, Michaelnbach, Natternbach, Neukirchen am Walde, Peuerbach, Pötting, St. Aegidi, St. Agatha, St. Thomas bei Waizenkirchen, Stadl-Kicking, Waizenkirchen, Waldkirchen am Wesen, Wesenufer
- Dekanat Ried im Innkreis
  - Andrichsfurt, Aurolzmünster, Eberschwang, Eitzing, Geiersberg, Hohenzell, Kirchheim im Innkreis, Lohnsburg, Mehrnbach, Neuhofen im Innkreis, Pattigham, Peterskirchen, Pramet, Ried im Innkreis, Riedberg, Schildorn, St. Marienkirchen am Hausruck, St. Martin im Innkreis, Taiskirchen, Tumeltsham, Utzenaich, Waldzell, Wippenham
- Dekanat Rohrbach
  - Aigen im Mühlkreis, Arnreit, Haslach an der Mühl, Klaffer am Hochficht, Oepping, Rohrbach, Schwarzenberg am Böhmerwald, St. Oswald bei Haslach, St. Stefan am Walde, Ulrichsberg
- Dekanat St. Johann am Wimberg
  - Bad Leonfelden, Helfenberg, Herzogsdorf, Niederwaldkirchen, Oberneukirchen, St. Johann am Wimberg, St. Martin im Mühlkreis, St. Peter am Wimberg, St. Veit im Mühlkreis, Traberg, Vorderweißenbach, Waxenberg, Zwettl an der Rodl
- Dekanat Sarleinsbach
  - Altenhof im Mühlkreis, Hofkirchen im Mühlkreis, Julbach, Kollerschlag, Lembach, Neustift im Mühlkreis, Niederkappel, Oberkappel, Peilstein, Pfarrkirchen im Mühlkreis, Putzleinsdorf,
- Dekanat Schärding (mit 1. Jänner 2023  durch die Pfarre Schärding ersetzt)
  - Brunnenthal, Esternberg, Freinberg bei Schärding, Münzkirchen, Schardenberg, Schärding, St. Florian am Inn, St. Marienkirchen bei Schärding, St. Roman, Suben, Vichtenstein, Wernstein
- Dekanat Schörfling
  - Abtsdorf, Attersee, Aurach am Hongar, Gampern, Lenzing, Nußdorf am Attersee, Schörfling, Seewalchen, Steinbach am Attersee, Unterach am Attersee, Weyregg am Attersee
- Dekanat Schwanenstadt
  - Ampflwang, Attnang, Atzbach, Bach, Bruckmühl, Desselbrunn, Maria Puchheim, Niederthalheim, Ottnang, Puchkirchen am Trattberg, Regau, Rüstorf, Schwanenstadt, Timelkam, Ungenach, Vöcklabruck, Wolfsegg, Zell am Pettenfirst
- Dekanat Steyr
  - Dietach, Garsten, Kleinraming, Maria Laah, St. Ulrich bei Steyr, Steyr-Christkindl, Steyr-Ennsleite, Steyr-Gleink, Steyr-Heilige Familie, Steyr-Münichholz, Steyr-Resthof, Steyr-St. Anna, Steyr-St. Michael, Steyr-Stadtpfarre, Wolfern
- Dekanat Steyrtal
  - Aschach an der Steyr, Frauenstein, Grünburg, Leonstein, Molln, Schiedlberg, Sierning, Sierninghofen-Neuzeug, Steinbach an der Steyr, Waldneukirchen
- Dekanat Traun
  - Ansfelden, Berg an der Krems, Dörnbach, Haid, Hörsching, Kirchberg bei Linz, Langholzfeld, Leonding, Leonding-Doppl-Bruder Klaus, Leonding-Hart-St. Johannes, Oftering, Pasching, Pucking, Traun, Traun-Oedt-St. Josef, Traun-St. Martin
- Dekanat Unterweißenbach
  - Bad Zell, Kaltenberg, Königswiesen, Liebenau, Mönchdorf, Pierbach, Schönau im Mühlkreis, St. Leonhard bei Freistadt, Tragwein, Unterweißenbach, Weitersfelden
- Dekanat Wels-Land
  - Bad Schallerbach, Buchkirchen bei Wels, Gunskirchen, Holzhausen, Krenglbach, Marchtrenk, Pichl bei Wels, Schleißheim, Steinhaus, Thalheim bei Wels, Wallern, Weißkirchen bei Wels
- Dekanat Wels-Stadt
  - Wels-Heilige Familie, Wels-Herz-Jesu, Wels-St. Franziskus, Wels-St. Josef, Wels-St. Stephan, Wels-Stadtpfarre
- Dekanat Weyer (mit 1. Jänner 2023  durch die Pfarre Ennstal ersetzt)
  - Gaflenz, Großraming, Kleinreifling, Laussa, Losenstein, Maria Neustift, Reichraming, Ternberg, Weyer
- Dekanat Windischgarsten
  - Heiligenkreuz, Hinterstoder, Kirchdorf an der Krems, Klaus, Micheldorf, Nußbach, Schlierbach, Spital am Pyhrn, St. Pankraz, Steinbach am Ziehberg, Steyrling, Vorderstoder, Windischgarsten

## Liste der Dekanate seit 1. Jänner 2023
Die Diözese Linz umfasst seit 1. Jänner 2023 folgende Dekanate:
- Dekanat Altenfelden
  - Altenfelden, Kirchberg an der Donau, Kleinzell, Neufelden, Obermühl
- Dekanat Altheim
  - Altheim, Antiesenhofen, Geinberg, Gurten, Kirchdorf am Inn, Lambrechten, Möhrschwang, Mühlheim am Inn, Münsteuer, Obernberg am Inn, Ort im Innkreis, Polling, Reichersberg, Senftenbach, St. Georgen bei Obernberg, Weilbach
- Dekanat Andorf
  - Altschwendt, Andorf, Diersbach, Eggerding, Enzenkirchen, Kopfing, Raab, Rainbach am Innkreis, Sigharting, St. Willibald, Taufkirchen an der Pram, Zell an der Pram
- Dekanat Aspach
  - Aspach, Höhnhart, Mettmach, Moosbach, Roßbach, St. Johann am Walde, Treubach, Weng im Innkreis
- Dekanat Bad Ischl
  - Bad Goisern, Bad Ischl, Ebensee, Gosau, Hallstatt, Lauffen, Obertraun, Pfandl, St. Wolfgang
- Dekanat Braunau (mit 1. Jänner 2023  durch die Pfarre Braunau ersetzt)
  - Braunau-Maria Königin, Braunau-Ranshofen, Braunau-St. Franziskus, Braunau-St. Spehan, Burgkirchen, Gilgenberg, Handenberg, Mauerkirchen, Mining, Neukirchen an der Enknach, Schwand im Innkreis, St. Georgen am Fillmansbach, St. Peter am Hart, Überackern
- Dekanat Eferding (mit 1. Jänner 2023  durch die Pfarre Eferdinger Land ersetzt)
  - Alkoven, Aschach an der Donau, Eferding, Haibach ob der Donau, Hartkirchen, Maria Scharten, Prambachkirchen, Schönering, St. Marienkirchen an der Polsenz, Stroheim
- Dekanat Enns-Lorch
  - Asten, Enns-St. Laurenz, Enns-St. Marien, Hargelsberg, Hofkirchen im Traunkreis, Kronstorf, Niederneukirchen, St. Florian bei Linz, St. Marien, Weichstetten
- Dekanat Frankenmarkt
  - Fornach, Frankenburg, Frankenmarkt, Mondsee, Neukirchen an der Vöckla, Oberhofen, Oberwang, Pöndorf, St. Georgen im Attergau, Vöcklamarkt, Weißkirchen im Attergau, Zell im Moos, Zipf
- Dekanat Freistadt
  - Freistadt, Grünbach, Gutau, Hirschbach, Kefermarkt, Lasberg, Leopoldschlag, Neumarkt im Mühlkreis, Reinbach im Mühlkreis, Reichenthal, Sandl, Schenkenfelden, St. Oswald bei Freistadt, Waldburg, Windhaag bei Freistadt
- Dekanat Gallneukirchen
  - Alberndorf, Altenberg bei Linz, Gallneukirchen, Goldwörth, Hagenberg, Hellmonsödt, Katsdorf, Kirchschlag, Pregarten, Reichenau, Steyregg, Treffling, Wartberg ob der Aist
- Dekanat Gaspoltshofen
  - Aichkirchen, Aistersheim, Altenhof am Hausruck, Bachmanning, Gaspoltshofen, Geboltskirchen, Haag am Hausruck, Lambach, Meggenhofen, Neukirchen bei Lambach, Offenhausen, Pennewang, Stadl-Paura, Steinerkirchen am Innbach, Weibern
- Dekanat Gmunden
  - Altmünster, Bad Wimsbach-Neydharting, Gmunden, Gschwandt bei Gmunden, Laakirchen, Lindach, Neukirchen bei Altmünster, Ohlsdorf, Pinsdorf, Roitham, Steyrermühl, Traunkirchen
- Dekanat Grein
  - Bad Kreuzen, Dimbach, Grein, Klam, Pabneukirchen, Saxen, St. Georgen am Walde, St. Nikola an der Drau, St. Thomas am Blasenstein, Waldhausen
- Dekanat Kallham
  - Dorf an der Pram, Gallspach, Grieskirchen, Hofkirchen an der Trattnach, Kallham, Neumarkt am Hausruck, Pollham, Pram, Ridau, Rottenbach, St. Georgen bei Grieskirchen, Taufkirchen an der Trattnach, Wendling
- Dekanat Kremsmünster
  - Adlwang, Allhaming, Bad Hall, Eggendorf, Kematen an der Krems, Kremsmünster, Neuhofen an der Krems, Pfarrkirchen bei Bad Hall, Ried im Traunkreis, Rohr, Sattledt, Sipbachzell, Wartberg an der Krems
- Dekanat Linz-Mitte
  - Linz-Dompfarre, Linz-Don Bosco, Linz-Heilige Familie, Linz-St. Konrad, Linz-St. Margarethen, Linz-St. Martin am Römerberg, Linz-St. Severin, Linz-Stadtpfarre
- Dekanat Linz-Nord (mit 1. Jänner 2023  durch die Pfarre Urfahr ersetzt)
  - Linz-Christkönig, Linz-Heiliger Geist, Linz-Pöstlingberg, Linz-St. Leopold, Linz-St. Magdalena, Linz-St. Markus, Linz-Stadtpfarre Urfahr
- Dekanat Linz-Süd
  - Linz-Marcel Callo (Auwiesen), Linz-Ebelsberg, Linz-Guter Hirte, Linz-Herz Jesu, Linz-Hlgst. Dreifaltigkeit, Linz-St. Antonius, Linz-St. Franziskus, Linz-St. Michael, Linz-St. Paul zu Pichling, Linz-St. Peter, Linz-St. Quirinus, Linz-St. Theresia
- Dekanat Mattighofen
  - Auerbach, Feldkirchen bei Mattighofen, Friedburg, Jeging, Kirchberg bei Mattighofen, Lengau, Lochen, Maria Schmolln, Mattighofen, Munderfing, Palting, Perwang, Pfaffstätt, Pischelsdorf, Schalchen, Schneegattern
- Dekanat Ostermiething
  - Eggelsberg, Franking, Geretsberg, Haigermoos, Hochburg, Maria Ach, Moosdorf, Ostermiething, Riedersbach, St. Pantaleon, St. Radegund, Tarsdorf
- Dekanat Ottensheim
  - Eidenberg, Feldkirchen an der Donau, Goldwörth, Gramastetten, Ottensheim, Puchenau, St. Gotthard im Mühlkreis, Walding, Wilhering
- Dekanat Perg
  - Allerheiligen, Arbing, Baumgartenberg, Mauthausen, Mitterkirchen, Münzbach, Naarn, Perg, Pergkirchen, Rechberg, Ried in der Riedmark, St. Georgen an der Gusen, Schwertberg, Windhaag bei Perg
- Dekanat Pettenbach
  - Eberstalzell, Fischlham, Grünau, Kirchham bei Gmunden, Magdalenaberg, Pettenbach, Scharnstein, St. Konrad, Steinerkirchen an der Traun, Viechtwang, Vorchdorf
- Dekanat Peuerbach
  - Engelhartszell, Heiligenberg, Michaelnbach, Natternbach, Neukirchen am Walde, Peuerbach, Pötting, St. Aegidi, St. Agatha, St. Thomas bei Waizenkirchen, Waizenkirchen, Waldkirchen am Wesen, Wesenufer
- Dekanat Ried im Innkreis
  - Andrichsfurt, Aurolzmünster, Eberschwang, Eitzing, Geiersberg, Hohenzell, Kirchheim im Innkreis, Lohnsburg, Mehrnach, Neuhofen im Innkreis, Pattigham, Peterskirchen, Pramet, Ried im Innkreis, Riedberg, Schildorn, St. Marienkirchen am Hausruck, St. Martin im Innkreis, Taiskirchen, Tumeltsham, Utzenaich, Waldzell, Wippenham
- Dekanat Rohrbach
  - Aigen im Mühlkreis, Arnreit, Haslach an der Mühl, Klaffer am Hochficht, Oepping, Rohrbach, Schwarzenberg am Böhmerwald, St. Oswald bei Haslach, St. Stefan am Walde, Ulrichsberg
- Dekanat St. Johann am Wimberg
  - Bad Leonfelden, Helfenberg, Herzogsdorf, Niederwaldkirchen, Oberneukirchen, St. Johann am Wimberg, St. Martin im Mühlkreis, St. Peter am Wimberg, St. Veit im Mühlkreis, Traberg, Vorderweißenbach, Waxenberg, Zwettl an der Rodl
- Dekanat Sarleinsbach
  - Altenhof im Mühlkreis, Hofkirchen im Mühlkreis, Julbach, Kollerschlag, Lembach, Neustift im Mühlkreis, Niederkappel, Oberkappel, Peilstein, Pfarrkirchen im Mühlkreis, Putzleinsdorf,
- Dekanat Schärding (mit 1. Jänner 2023  durch die Pfarre Schärding ersetzt)
  - Brunnenthal, Esternberg, Freinberg bei Schärding, Münzkirchen, Schardenberg, Schärding, St. Florian am Inn, St. Marienkirchen bei Schärding, St. Roman, Suben, Vichtenstein, Wernstein
- Dekanat Schörfling
  - Abtsdorf, Attersee, Aurach am Hongar, Gampern, Lenzing, Nußdorf am Attersee, Schörfling, Seewalchen, Steinbach am Attersee, Unterach am Attersee, Weyregg am Attersee
- Dekanat Schwanenstadt
  - Ampflwang, Attnang, Atzbach, Bach, Bruckmühl, Desselbrunn, Maria Puchheim, Niederthalheim, Ottnang, Puchkirchen am Trattberg, Regau, Rüstorf, Schwanenstadt, Timelkam, Ungenach, Vöcklabruck, Wolfsegg, Zell am Pettenfirst
- Dekanat Steyr
  - Dietach, Garsten, Kleinraming, Maria Laah, St. Ulrich bei Steyr, Steyr-Christkindl, Steyr-Ennsleite, Steyr-Gleink, Steyr-Heilige Familie, Steyr-Münichholz, Steyr-Resthof, Steyr-St. Anna, Steyr-St. Michael, Steyr-Stadtpfarre, Wolfern
- Dekanat Steyrtal
  - Aschach an der Steyr, Frauenstein, Grünburg, Leonstein, Molln, Schiedlberg, Sierning, Sierninghofen-Neuzeug, Steinbach an der Steyr, Waldneukirchen
- Dekanat Traun
  - Ansfelden, Berg an der Krems, Dörnbach, Haid, Hörsching, Kirchberg bei Linz, Langholzfeld, Leonding, Leonding-Doppl-Bruder Klaus, Leonding-Hart-St. Johannes, Oftering, Pasching, Pucking, Traun, Traun-Oedt-St. Josef, Traun-St. Martin
- Dekanat Unterweißenbach
  - Bad Zell, Kaltenberg, Königswiesen, Liebenau, Mönchdorf, Pierbach, Schönau im Mühlkreis, St. Leonhard bei Freistadt, Tragwein, Unterweißenbach, Weitersfelden
- Dekanat Wels-Land
  - Bad Schallerbach, Buchkirchen bei Wels, Gunskirchen, Holzhausen, Krenglbach, Marchtrenk, Pichl bei Wels, Schleißheim, Steinhaus, Thalheim bei Wels, Wallern, Weißkirchen bei Wels
- Dekanat Wels-Stadt
  - Wels-Heilige Familie, Wels-Herz Jesu, Wels-St. Franziskus, Wels-St. Josef, Wels-St. Stephan, Wels-Stadtpfarre
- Dekanat Weyer (mit 1. Jänner 2023  durch die Pfarre Ennstal ersetzt)
  - Gaflenz, Großraming, Kleinreifling, Laussa, Losenstein, Maria Neustift, Reichraming, Ternberg, Weyer
- Dekanat Windischgarsten
  - Heiligenkreuz, Hinterstoder, Kirchdorf an der Krems, Klaus, Micheldorf, Nussbach, Schlierbach, Spital am Pyhrn, St. Pankraz, Steinbach am Ziehberg, Steyrling, Vorderstoder, Windischgarsten